# Raijin Sōsei
Raijin Sōsei (雷神創世; The God of Thunder Creates the World) è il 12º album in studio del gruppo heavy metal giapponese Onmyo-za, pubblicato il 24 Settembre 2014 in Giappone dalla King Records insieme all'album gemello Fūjin Kaikō (風神界逅; The God of the Winds Confronts the Realms). L'album ha raggiunto l'11ª posizione della Oricon (classifica musicale giapponese).

## Tracce
1. Raijin (God of Thunder)
2. Tengoku no Ikazuchi (The Fierce Power of Heaven's Prison)
3. Chihayaburu (Ferocious)
4. Hitokabemaru
5. Yoaruki Kawara Botan (Skeleton-peony Nightwalker)
6. Kannari Ninpōchō (Ninja Scroll of Thunderclap)
7. Tenguwarai (Tengu Laughter)
8. Seiten no Mikazuki (Crescent in the Blue)
9. Kasane
10. Higurashi (Evening Cicada)
11. Shikōshite Ugoku Koto Raitei no Gotoshi (Thus Have the Mobility of a Thunderbolt)
12. Raibu (Thunder Dance)